# Greg Christian
Greg Christian est un bassiste de thrash metal américain né le 29 avril 1966.
Il fonde avec Eric Peterson et Steve Souza le groupe The Legacy en 1983. Ce groupe est rebatisé Testament en 1986.
Greg Christian enregistre les tout premiers albums du groupe. En 1997, juste avant l'enregistrement de Demonic, il quitte le groupe.
Remplacé par Derreck Ramirez puis par Steve DiGiorgio, il réintègre Testament en 2004 avec le guitariste Alex Skolnick qui fait lui aussi son retour.
Il participe aussi à l'album Cycle of Pain du groupe HavocHate en 2005.

## Discographie

### AvecTestament
- The Legacy (1987)
- The New Order
- Practice What You Preach (1989)
- Souls of Black (1990)
- The Ritual (1991)
- Low (1994)
- The Formation of Damnation (2008)
- Dark Roots of Earth (2012)

invité
- Demonic (1997)

### Avec HavocHate
- Cycle of Pain (2005)